# Méditrine
Dans la mythologie grecque et la romaine, Méditrine ou Méditrina, déesse guérisseuse, est une des 6 filles d'Esculape et d'Épione, avec Hygie, Iaso, Panacée, Acéso, et Églé. Déesse de la santé, des médicaments, de la longue vie et du vin, elle faisait partie pour les romains des Di indigetes.

## Famille

### Ascendance
Méditrine a pour parents Esculape, le dieu de la médecine, et son épouse Épione, déesse de la santé. Elle est aussi, de par son père, petite-fille d'Apollon (dieu du soleil, des arts et de la médecine) et de la mortelle Coronis.

### Fratrie
Sœurs de Méditrine
- Les cinq sœurs de Méditrine sont:
  - Hygie/Valétudo (santé, propreté et hygiène),
  - Panacée (les remèdes, la médecine curative),
  - Acéso (le processus de guérison),
  - Iaso (récupération d'une maladie),
  - Églé (beauté, santé rayonnante -surtout après une maladie).

Les sœurs, toutes déesses, interprètent donc diverses facettes de l'art d'Apollon. Esculape et ses filles appartiennent en effet à la lignée d'Apollon, dieu de l'intelligence rationnelle, qui préfigure déjà la science telle qu'on la concevra plus tard en Occident.
Frères de Méditrine
- Les trois frères de Méditrine sont :
  - Machaon, chirurgien, qui combattit à Troie avec son frère Podalire et a été tué par Euripile ;
  - Podalire, médecin généraliste ;
  - Télesphore, dieu de la convalescence.

Contrairement à leurs sœurs, les deux premiers frères de Méditrine sont mortels, médecins pour le camp grec lors de la guerre de Troie. Télesphore quant à lui, troisième fils d'Asclépios et Épione, était à l'origine un dieu de la mythologie celtique avant d'être intégré au culte d'Asclépios',.

## Origine et culte
Méditrine est à l'origine une divinité romaine peut-être adoptée par les grecs après la conquête romaine. Elle est la seule déesse d'origine romaine honorée comme fille d'Esculape à ne pas être identifiée par interpretatio romana avec une déesse grecque, devenant ainsi de fait une sixième fille du dieu dans le culte. Ainsi Valétudo, déesse romaine de l'hygiène, est-elle identifiée à Hygie. Méditrine faisait partie des di indigetes, dieux d'origine de la religion et de la mythologie romaines primitives, et présidait aux médicaments et aux guérisons. Elle était également liée au vin. 
Les Méditrinalia ou Méditrinales étaient des fêtes des vendanges célébrées en l'honneur de Jupiter organisées le 11 octobre. On y offrait au dieu et à la déesse des libations de vin vieux et de vin nouveau mélangés, parfois bus à des fins de guérison. Ainsi, lors de ces fêtes, après que les dolia, grandes jarres servant de citerne à eau et au transport de vin, aient été remplies, le Flamine de Mars en remplissait sa coupe et présentait les prémices, offrande religieuse prélevée sur les premiers fruits de la récolte, à la déesse. Il vidait alors la coupe en disant "Je bois du vin vieux et nouveau, et remédie à la maladie vieille et nouvelle." (Velus Novum vilum bibo, veteri novo morbo medicor 
Bien que Méditrine soit incluse dans les Di indigetes, la déesse pourrait avoir été une invention romaine tardive pour expliquer l'origine de la fête. Le premier récit associant la fête à une telle déesse vient du grammairien du IIe siècle de notre ère Sextus Pompeius Festus, sur la base duquel des sources modernes affirment que Méditrine était la déesse romaine de la santé, de la longévité et du vin, avec une possible signification étymologique de « guérisseuse », du latin Medicale.
Méditrine pourrait avoir été un aspect d'une ancienne déesse triple, son nom signifiant alors celle qui se trouve au milieu de la divinité Trine. L'ancienne Déesse célébrée à l'origine lors des Méditrinalia aurait ainsi été en fait une Trinité, trois déesses en une : la déesse qui donne la vie, celle qui nourrit et celle qui donne la mort. Le vin était lié à la nourriture et concernait donc l'aspect central de la divinité ou la déesse centrale de la trinité. Le rituel et la fête des Méditrinales auraient ainsi originellement été dédiés à la déesse, la Mère nourricière. Ensuite, alors que le souvenir et le culte de l'ancienne déesse s'estompait et que celui du Roi des Dieux s'intensifiait à Rome, ils auraient été consacrés au puissant Jupiter, le nouveau Père.

## Évocation moderne
- le Meditrina Hospital (en), un hôpital situé à Kollam, en Inde, est nommé d'après la déesse.